# Helton Arruda
Helton da Silva Arruda (n. 18 mai 1978, São Gonçalo, Rio de Janeiro, Brazilia), cunoscut sub numele simplu Helton, este un fost fotbalist brazilian care în prezent este antrenor.